# Kentkaues I.
Pogledajte također "Kentkaues".
Kentkaues I. je bila kraljica Egipta. O njoj postoje razne teorije. Moguće je da je bila iznimno važna osoba. Pokopana je u Gizi, u piramidi koja se naziva "četvrtom piramidom Gize". 
Naslovi ove kraljice:
- "Kraljeva majka"
- "Majka dvojice dvojnih kraljeva"

## Teorije
Uobičajeno se smatra da je Kentkaues bila kćer faraona Menkaure, vladara 4. dinastije, pa bi prema tome bila potomkinja slavnog Kufua. Takozvani "problem Kentkaues" ima dugu povijest.
Selim Hassan (1887. – 1961.) je predložio da je Kentkaues bila Menkaurina kćer. Prema njemu, ona se udala za svog brata Šepseskafa. Poslije je bila žena Userkafa, prvog vladara sljedeće dinastije.
Hermann Junker je smatrao da je Kentkaues bila vrlo važna osoba.
Ludwig Borchardt, koji je otkrio bistu prelijepe Nefertiti, predložio je da je Kentkaues bila majka Sahure i Neferirkare Kakaija.
Hartwig Altenmüller smatra da je Kentkaues dama Raddžedet spomenuta u jednoj priči.
Stara teorija, koja se danas smatra nevažnom, jest ona da je Kentkaues bila kćer princa Džedefhora. 
Naravno, postavlja se važno pitanje o Kentkaues, a to je ono o njenim sinovima. I dok je gotovo sigurno da joj je Userkaf bio sin, nepoznato je tko je bio njezin drugi sin. Moguće je da je to bio Neferirkara.